# ميخائيل فولرتون
ميخائيل فولرتون (بالإنجليزية: Michael Fullerton)‏ هو فنان بريطاني، ولد في 1971.